# Izzi
Izzi è una delle tredici aree a governo locale (local government areas) in cui è suddiviso lo stato di Ebonyi, nella Repubblica Federale della Nigeria.
Conta una popolazione di 234.072 abitanti.